# 廖里
廖里，是西班牙巴伦西亚自治区巴伦西亚省的一个市镇。总面积14平方公里，总人口1402人（2001年），人口密度100人/平方公里。